# Henschel/SSW Typ Braunschweig
Die elektrischen Tagebaulokomotiven Henschel/SSW Typ Braunschweig wurden bei Henschel und SSW in der Zeit von 1934 bis 1959 in etwa 50 Exemplaren gefertigt, davon 25 Exemplare vor dem Zweiten Weltkrieg.
Die Lokomotiven in Spurweite 900 mm waren die kleinere und leichtere Ausführung der KEL 4. Sie waren nicht als Kriegselektrolokomotiven eingestuft, trotzdem sind während des Krieges einige Exemplare gebaut worden. Einige Lokomotiven wurden erst ab 1948 bis 1949 komplettiert. Ihr Haupteinsatzgebiet war das Helmstedter Braunkohlerevier, einige wurden auch an die Kohlenbahn des Kraftwerk Borken und Kraftwerk Deutzen geliefert. Sie waren bis 1993 im Einsatz, eine davon ist im Besucherpark des Helmstedter Braunkohlereviers erhalten.

## Geschichte

### Vorgeschichte

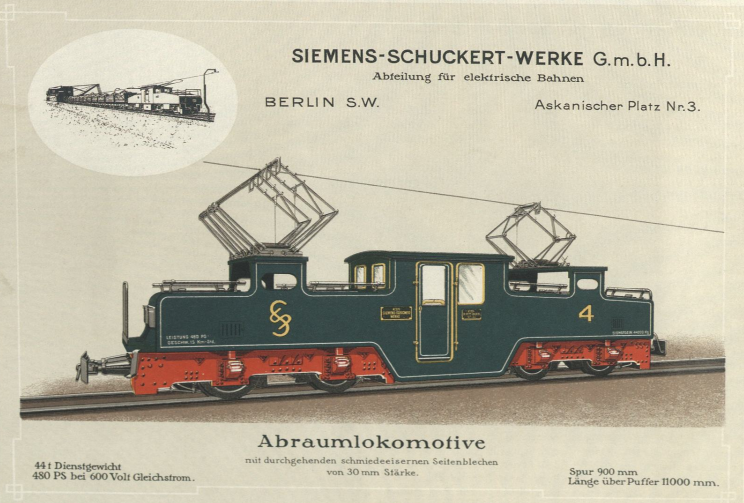
SSW-Tagebaulokomotive aus dem Jahr 1925

Schon 1907 wurden an den Tagebau Phönix erste Lokomotiven mit vier einzeln angetriebenen Achsen und der Bauform mit tief gelegenen mittlerem Führerstand und zwei Vorbauten geliefert. Die elektrische Ausrüstung für die damals mit 600 V Gleichspannung betriebenen Fahrzeuge stammte von den Siemens-Schuckertwerken oder der AEG, die mechanische Ausstattung zuerst von Borsig. Ab den 1930er Jahren fertigte auch Henschel vermehrt Tagebaulokomotiven. Der Hersteller stellte ein Programm von acht Typen vierachsiger Lokomotiven für die Spurweite von 900 mm mit unterschiedlichen Masse- und Leistungsdaten auf.
Diese Lokomotiven wurden ein Jahr vor der stärksten und größten Variante Henschel SSW EL4 1934 für die Braunschweigische Kohlen-Bergwerke geliefert und erhielten nach Henschelscher Tradition den Typnamen Braunschweig. Die Braunschweiger Kohlen-Bergwerke hatten speziell gegenüber der vorher eingesetzten Borsig Typ ELA eine Verbesserung der Fahrmotorlüftung gefordert, die bei den Vorgängerlokomotiven noch als Eigenbelüftung ausgeführt war. Sie waren zu der Zeit die Hauptlokomotiven der Kohlen-Bergwerke und wurden anlässlich der Wiederaufnahme von dem Tagebau Wulfersdorf beschafft. Bis zum Ausbruch des Zweiten Weltkrieges wurden 21 Lokomotiven gefertigt, sie waren alle umschaltbar für  600 V oder 1200 V Betriebsspannung. Weitere Lokomotiven waren dazu noch bestellt worden. Bis zum Kriegsende wurden nur noch sechs Lokomotiven geliefert. Zwar durfte dieser Typ während des Krieges nicht gefertigt werden, die Braunschweiger Kohlen-Bergwerke hatten jedoch eine Ausnahmegenehmigung, wahrscheinlich wegen der geringeren Achslast, beantragt.
Weitere Lokomotiven dieses Typs (740 kW) wurden noch 1941 von der Kohlenbahn von dem Kraftwerk Borken mit der Bezeichnung 1–3 (Henschel 26100–26102) und 1942 für die Kohlebahn des Kraftwerkes Deutzen mit der Bezeichnung 11–14 (Fabriknummer Henschel 26521–26524, SSW 3943–3946) geliefert.

### Nachkriegsgeschichte
Bei weiteren bestellten, aber bis Kriegsende nicht ausgelieferten Lokomotiven sollten ab 1945 die Baugruppen an die Hauptwerkstatt der Braunschweigischen Kohlebahnen in Helmstedt geliefert und dort komplettiert werden. Es ist nicht bekannt, ob dies so praktiziert wurde. Die weiteren Lokomotiven mit den Betriebsnummern 71 bis 88 wurden nach 1946 von Henschel in Kassel gefertigt. 1949 wurde die Produktion beendet. 1954 wurden einige Lokomotiven in die DDR abgegeben, vermutlich um nach 1945 wegen Reparationen an die UdSSR demontierte Ausrüstungen zu ersetzen. Die Lokomotive BKB 72 (Henschel 25154, SSW 3989/1946) war später im BKW Großzössen mit der Bezeichnung 3-78/60A2 eingesetzt. In den 1970er und 1980er Jahren mussten die ersten Lokomotiven ihren Dienst beenden, die meisten wurden 1993 verschrottet. Manche Exemplare haben ein Dienstalter von fast 60 Jahren erreicht. Die Lokomotive 39 (Henschel 22378, SSW 2950, Baujahr 1934) ist im Besucherpark des Helmstedter Braunkohlereviers erhalten geblieben.
Im Kraftwerk Borken konnte die letzte Lokomotive noch 1992 gesichtet werden. Von den Lokomotiven aus Deutzen fehlen weitere Informationen. Zwar wurden aus dem Tagebau Zipsendorf auch 1953 Sichtungen von Lokomotiven SSW 60 t gemeldet, dies können aber sowohl Lokomotiven vom Typ Braunschweig als auch solche vom Typ Regis (mit 10 t Ballast) sein.

## Technik

### Mechanik
Der mechanische Teil wurde von Henschel und die elektrische Ausrüstung von SSW gebaut. Die Lokomotiven waren auf Grundlage der Einsatzfälle der vorherigen Grubenlokomotiven mit stärkerer elektrischer Ausrüstung gebaut und wurden dementsprechend schwerer. Sie wurden in Nietkonstruktion erstellt, die bis zu den letzten gebauten Exemplaren beibehalten wurde und zeigen die Konstruktion der Tagebaulokomotiven mit tief heruntergezogenen Führerhäusern, die ausschließlich den Kohlen- und Abraumtransport von den Baggern zu den Endverbrauchern durchführten. Ein besonderes Augenmerk wurde auf die Belüftung der elektrischen Ausrüstung und der Fahrmotoren gelegt. Diese war beim Borsig/SSW Typ ELA mit Selbstkühlung durch auf der Motorwelle montierten Lüfterrad ausgerüstet. Bei langsamer Geschwindigkeit unter den Baggergleisen oder auf Steigungsfahrt wurde die elektrische Ausrüstung damit nicht ausreichend gekühlt. Die Lokomotiven von Henschel waren mit Fremdkühlung, d. h. mit elektrisch angetriebenen Lüftern ausgerüstet. Die elektrische Ausrüstung wurde somit unabhängig von der Geschwindigkeit der Lok gekühlt.
Während des Zweiten Weltkrieges gab es mitunter Probleme mit den Schraubenfedern der direkten Abfederung. Da während des Krieges keine Schraubenfedern beschafft werden konnten, behalf man sich zuerst mit geschichteten Gummiplattenelementen. Später wurden nach zahlreichen Versuchen die Gummi-Glockenfederung verwendet: auf der Radsatzhalterung ist fest ein kegeliger Stahldorn befestigt, an dem Drehgestellrahmen ist ein glockenförmiger Hohlkegel angeschweißt. Zwischen beiden führt ein Gummikörper die eigentliche Federung durch. Diese Gummi-Glockenfederung wurde daraufhin bei allen Lokomotiven der BKB bis zum Betriebsende angewendet.

### Elektrik
Die Elektrik der Loks war Gleichstromtechnik, wo über die elektrische Spannung von der Fahrleitung über den Nockenfahrschalter mit der Widerstandssteuerung die elektrischen Fahrmotoren angetrieben wurden, die als Reihenschlussmaschinen ausgeführt waren. Die Stromabnehmer waren anfangs als jeweils zwei nebeneinanderliegende Hauptstromabnehmer je Vorbauseite ausgeführt, einer war außermittig und wurde unter dem Bagger gesteuert. Später erhielten die Fahrzeuge die standardisierte Stromabnehmerkonfiguration mit zwei Haupt- und vier schrägen Hilfsstromabnehmern. Der Nockenfahrschalter war mittig im Führerhaus angeordnet. Er wurde nach dem Zweiten Weltkrieg feinstufiger ausgeführt. Für die Bremsanlage und die zum Kippen der Abraumwagen benötigte Druckluft waren zwei Kompressoren vorhanden, die erzeugte Luft wurde in zwei Behältern gespeichert. Elektromechanische Schütze schalteten die Hilfsbetriebemotoren. Die Steuer- und Beleuchtungsspannung betrug 24 V.